# Heterochelus namibensis
Heterochelus namibensis är en skalbaggsart som beskrevs av Kulzer 1960. Heterochelus namibensis ingår i släktet Heterochelus och familjen Melolonthidae. Inga underarter finns listade i Catalogue of Life.